# Marktplatz 1 (Braunfels)

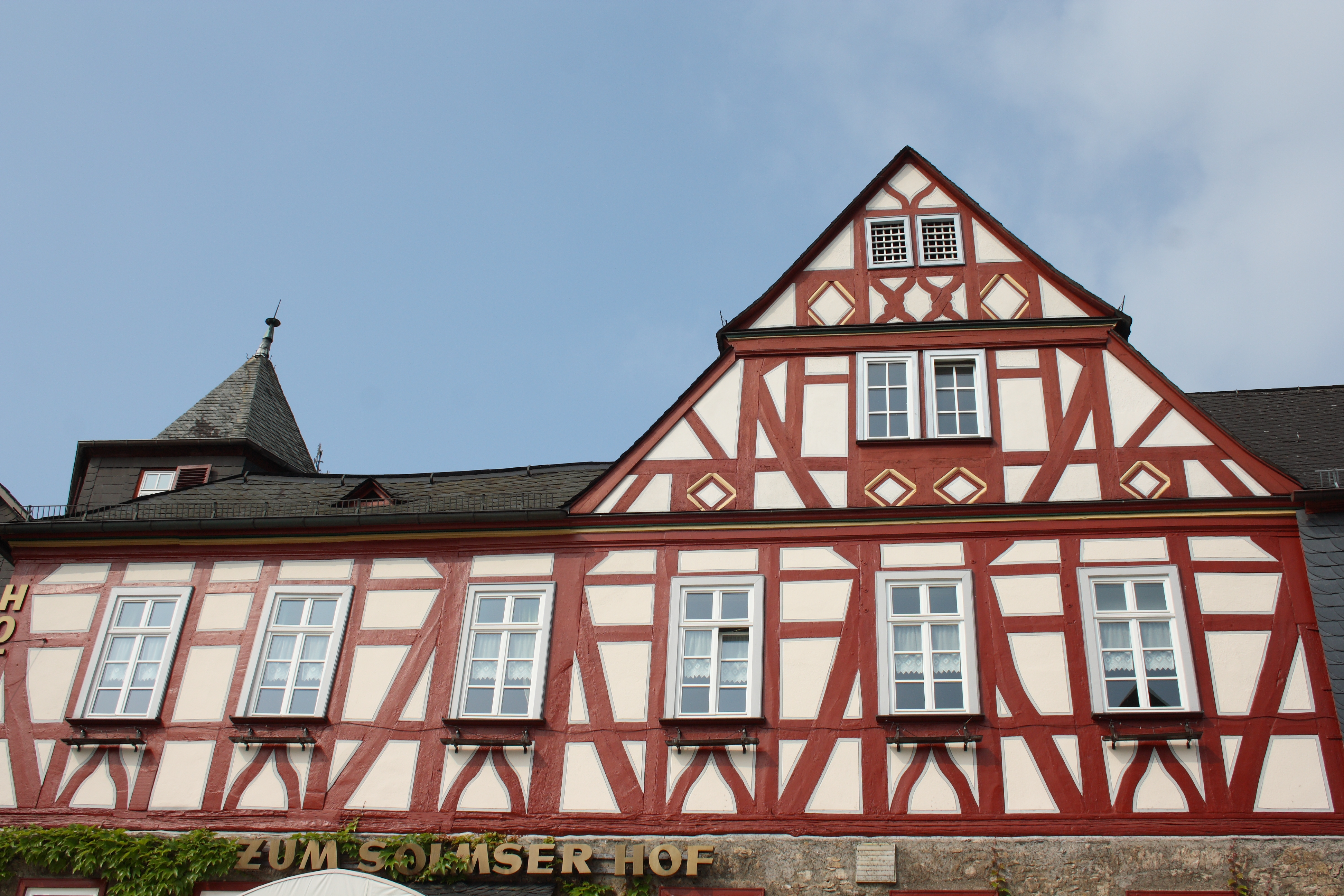
Marktplatz 1 in Braunfels

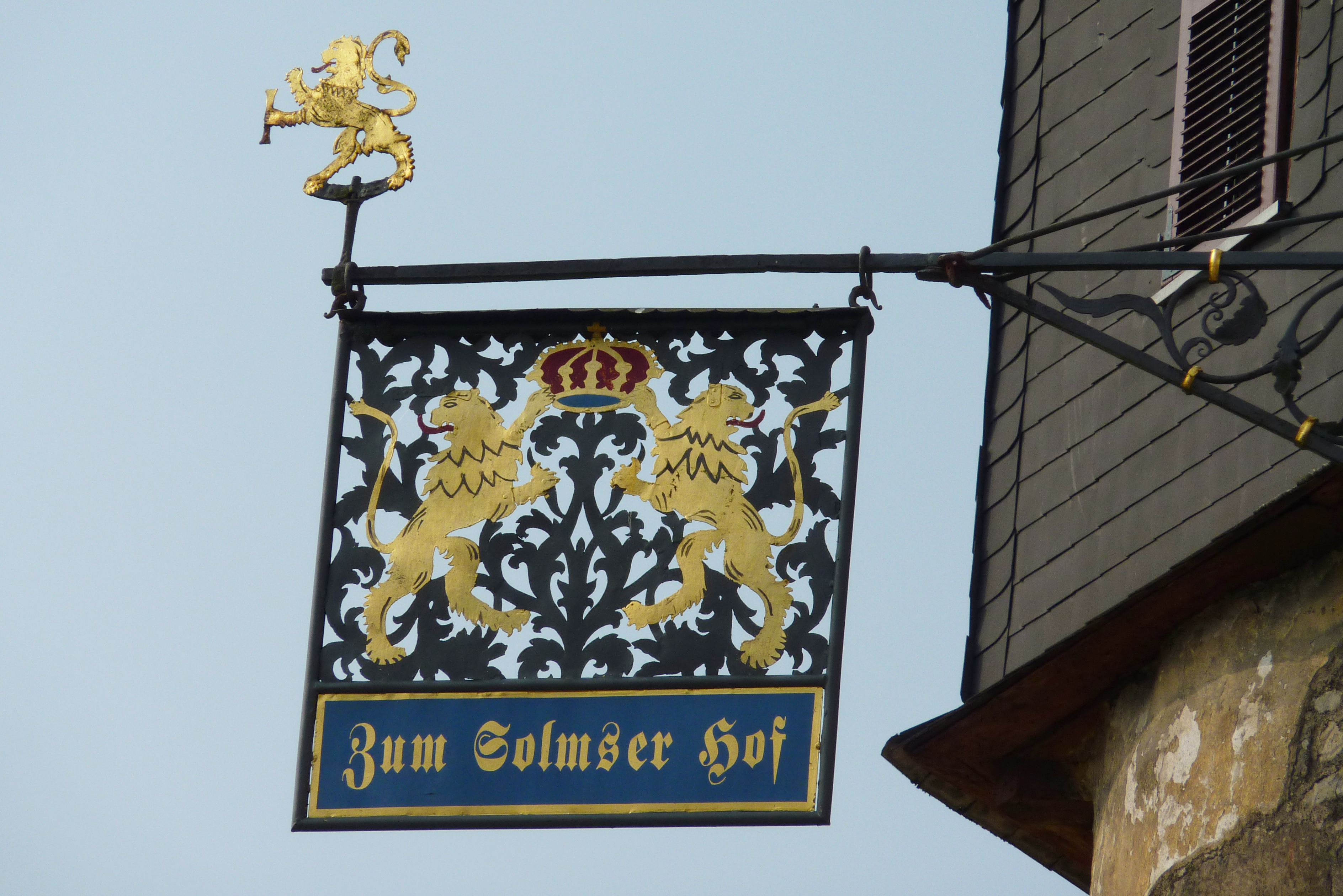
Gasthausschild

Das Gebäude Marktplatz 1 in Braunfels, einer Stadt im Lahn-Dill-Kreis in Hessen, wurde im 17. Jahrhundert errichtet. Das Fachwerkhaus ist ein geschütztes Baudenkmal.

## Beschreibung
Das Gebäude steht in unmittelbarer Nachbarschaft zur Untersten Pforte und ist für den Marktplatz von hoher städtebaulicher Bedeutung. Das massive Erdgeschoss aus Bruchstein ist mit einer Schießscharte zum Tor ausgestattet. Darüber steht ein Fachwerkgeschoss mit verzierten Brüstungsfeldern und einem mit Andreaskreuzen und Rauten geschmückten Giebel. Das Haus entstand vermutlich nach 1723 unter dem fürstlichen Archivrat Dörr. 
Mitte des 19. Jahrhunderts wurde der Bau nach Westen erweitert, um einen Saal für den seit 1840 bestehenden Gasthof zu schaffen.    